# Museum de Fundatie
Das Museum de Fundatie (myˈzeːjɵm də fɵnˈdaːtsi) ist ein Museum der bildenden Künste mit Ausstellungsräumen in Zwolle und in Heino (Raalte) mit Werken vom späten Mittelalter bis heute. 

## Geschichte
Das Museum de Fundatie in Zwolle und das Kasteel het Nijenhuis in Heino gehören zur Stiftung Hannema-de Stuers Fundatie. Das Museum de Fundatie ist im Besitz einer Sammlung bildender Kunst vom späten Mittelalter bis heute. Diese Kollektion wurde von Dirk Hannema, dem ehemaligen Direktor des Museums Boijmans Van Beuningen, gesammelt. Neben der ständigen Sammlung sind im Museum de Fundatie auch regelmäßig temporäre Ausstellungen zu sehen. Im Jahr 2015 wurde mit 310.000 Besuchern ein Besucherrekordaufgestellt.

## Standorte

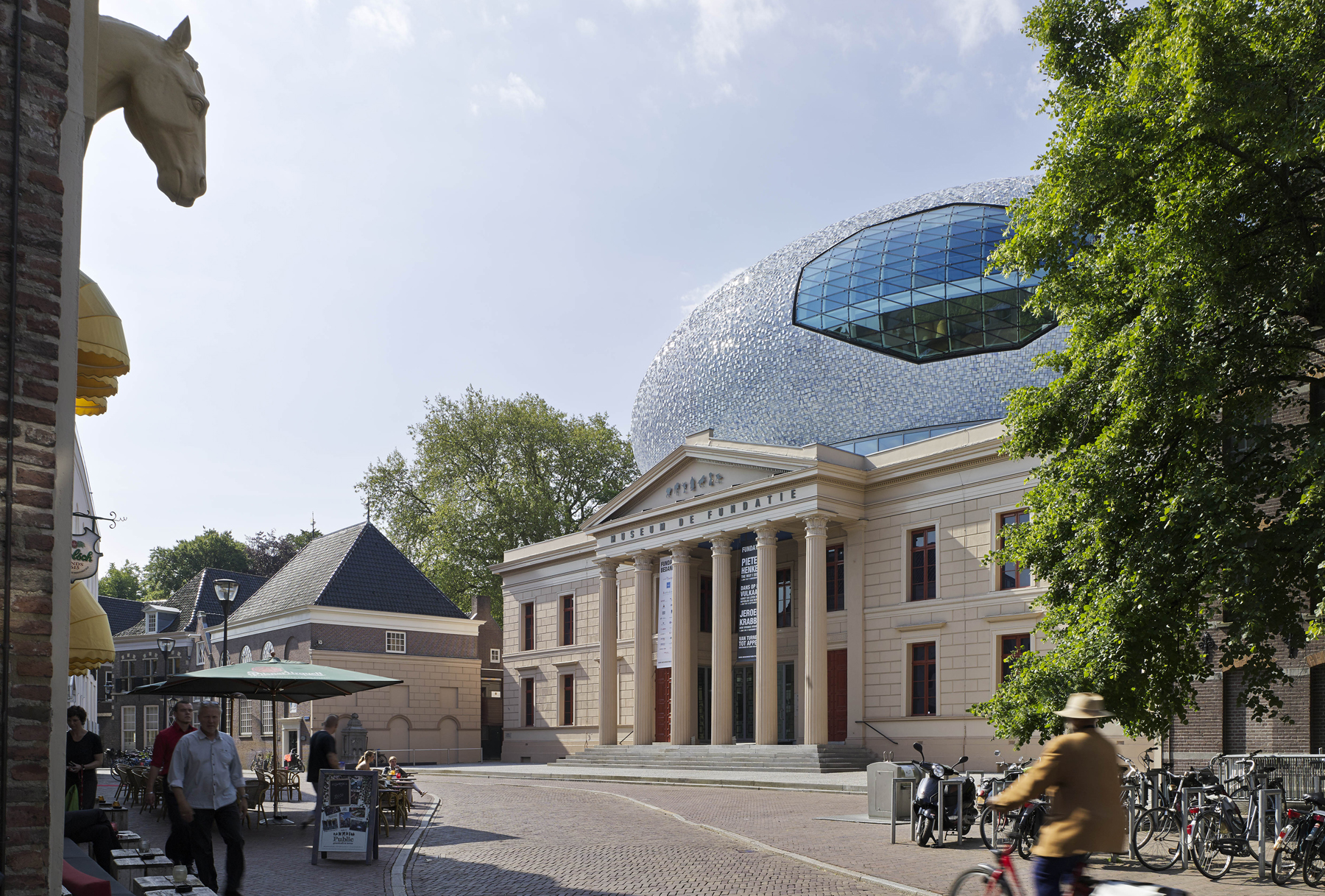
Museum de Fundatie

Das Museum verfügt über zwei Standorte für seine Ausstellungen.

### Museum de Fundatie in Zwolle

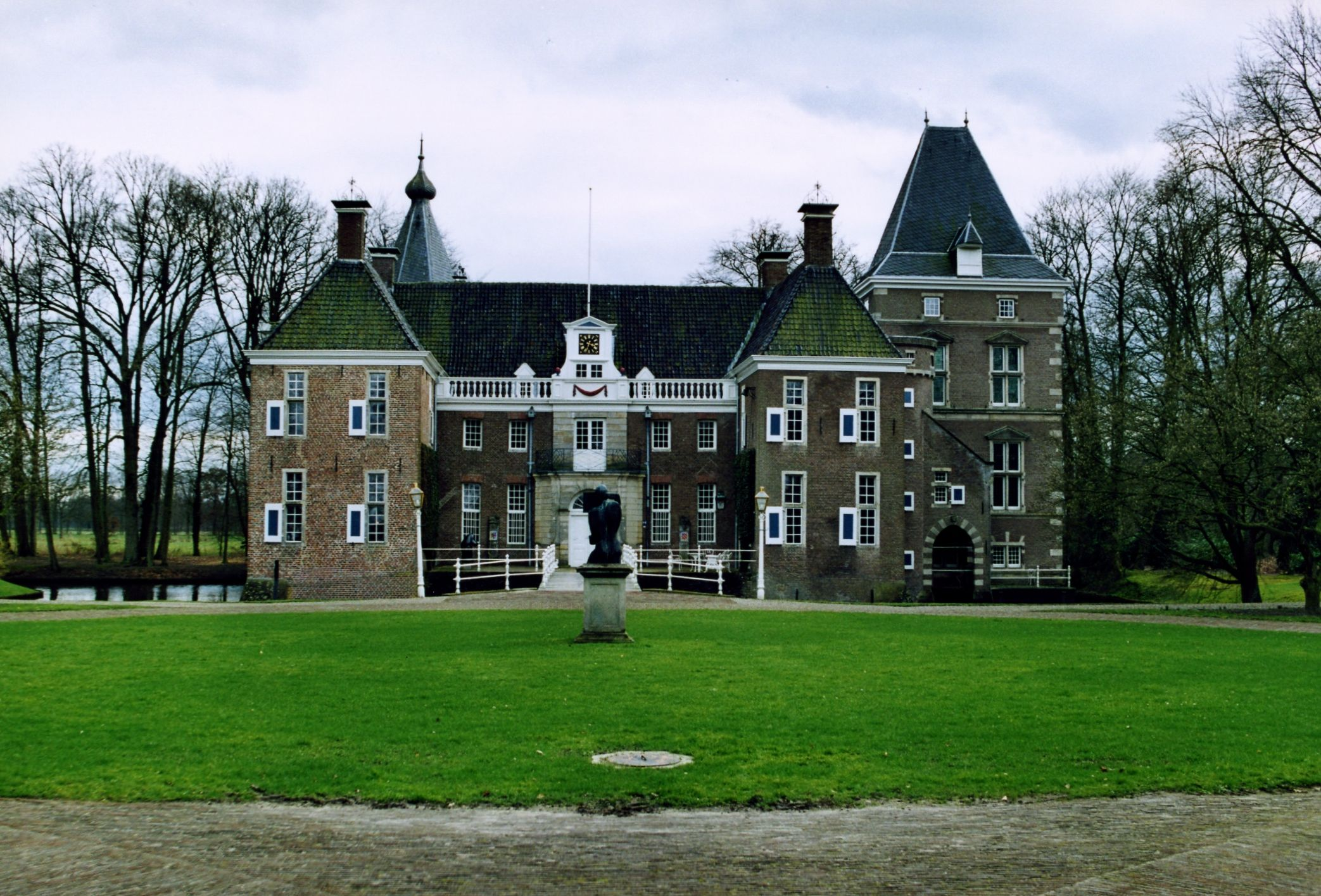
Schloss Nijenhuis

Das Gebäude am Blijmarkt in der Innenstadt von Zwolle wurde nach einem Entwurf von Eduard Louis de Coninck aus Den Haag zwischen 1838 und 1841 im klassizistischen Stil erbaut und diente zunächst unter anderem als Gerichtsgebäude. In den 1980er Jahren wurde es von Architekt Arne Mastenbroek umgebaut und beherbergte später unter anderem den niederländischen Reichplanungsdienst. Nach einem zweiten Ausbau im Jahr 1994 beherbergte es bis zum Jahr 2001 das Museum für Naive Kunst und Art Brut. Von 2004 bis 2005 wurde das Gebäude nach Plänen des Architekten Gunnar Daan zum heutigen Museum de Fundatie umgebaut. 2012/2013 wurde es durch einen ellipsenförmige Aufbau auf dem Dach erweitert, der Raum für zwei Ausstellungssäle mit einer Gesamtfläche von 1000 Quadratmetern und Aussicht auf die historische Innenstadt bietet.

#### Ausstellungen in Zwolle
- 2017: Fritz Klemm.
- 2018: Neo Rauch

### Kasteel het Nijenhuis in Heino
In der Nähe des Dorfes Heino befindet sich das aus dem 14. Jahrhundert stammende Landgut und Schloss Nijenhuis. Es liegt auf dem Grundgebiet der Gemeinde Olst-Wijhe und ist Eigentum der niederländischen Provinz Overijssel. Es wurde von 1958 bis zu seinem Tod im Jahr 1984 vom Kunstsammler Dirk Hannema bewohnt. Dieser hinterließ die von ihm gesammelten Werke der Hannema-de Stuers Fundatie und damit dem Museum de Fundatie. Nach der Restaurierung im Jahr 2004 wurde das Nijenhuis der Öffentlichkeit zugänglich gemacht. Der Skulpturengarten auf dem Landgut ist einer der größten in den Niederlanden. Er enthält rund 90 Skulpturen aus dem 20. und 21. Jahrhundert von Künstlern aus dem In- und Ausland.

## Sammlung

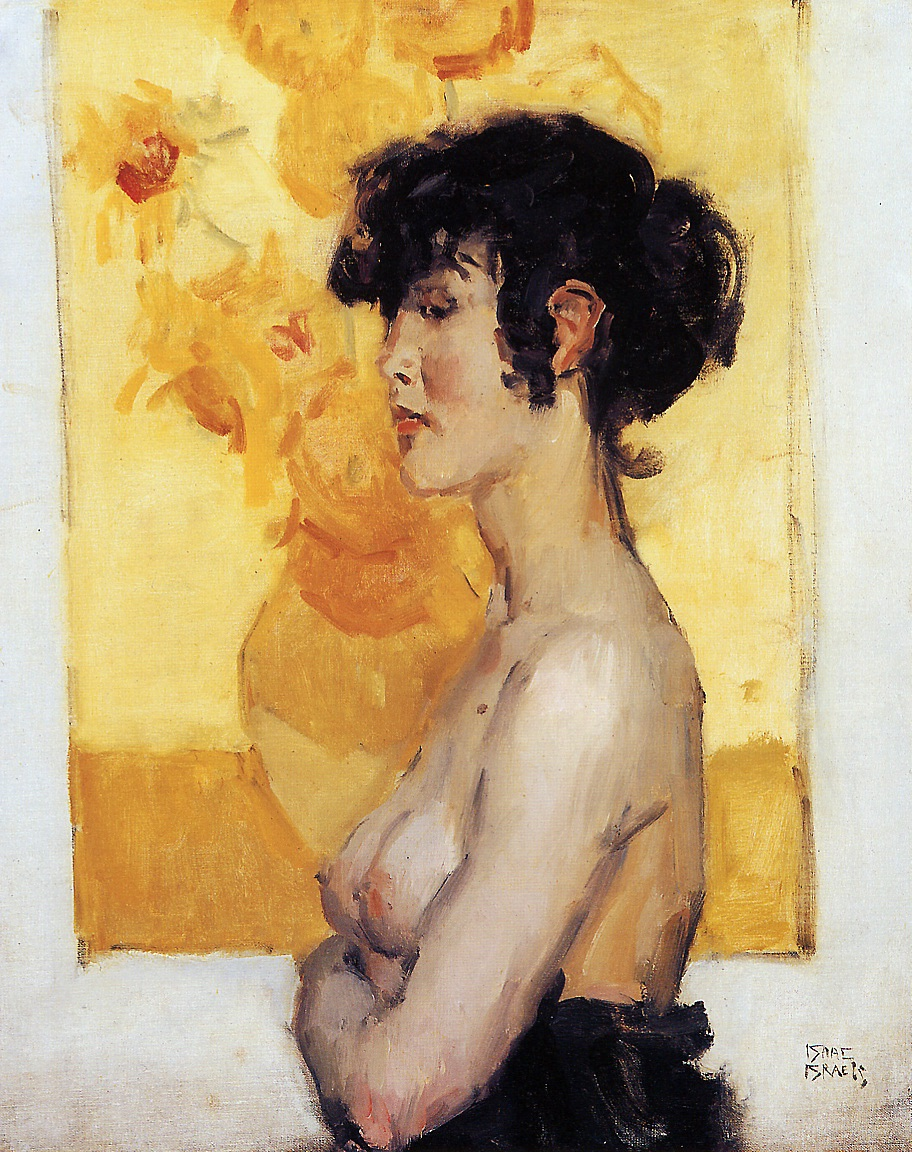
Frau im Profil vor Van Goghs Sonnenblumen (1917) von Isaac Israëls

Die Sammlung enthält unter anderen Werke von:
- Corneille
- Paul Citroen
- Jan Toorop
- Charley Toorop
- Isaac Israëls
- Jan Weissenbruch
- Piet Mondriaan
- Ossip Zadkine
- Auguste Rodin
- Karel Appel
- Jan Cremer
- William Turner
- Vincent van Gogh
- Franz Marc
- Antonio Canova
- Bernardo Strozzi